# Fortaleza de Meghri
La  Fortaleza de Meghri  ( armenio: Մեղրու բերդ) ,  es una fortaleza medieval , situada en la cima de una sierra cercana al norte de la población de Meghri en la provincia de Syunik, de Armenia y próxima a la frontera con Irán. Está incluida en la lista de monumentos de la historia y la cultura en Meghri. Se reconstruyó en el siglo XVIII.

## Historia
La fortaleza de Meghri fue mencionada por primera vez en el año 1083.  Debido a la composición arquitectónica de la fortaleza de Meghri es un ejemplo único de la fortificación del arte armenio.Los muros de la parte de la cordillera, fueron sustiuidos por las propias rocas de las altas pendientes naturales de piedras de granito sin pulir. Con las que también se construyeron seis torres fortificadas, cuatro de ellas redondas con un diámetro exterior de 5,5 metros, y las otras dos rectangulares. Se utilizaron vigas de roble en todo el perímetro de las torre para proteger el castillo en caso de terremoto. Las torres tenían dos pisos, estaban situadas a todo alrededor de la fortaleza con puntos de tiro. A finales de la Edad Media, cuando las armas de fuego entraron en uso, desde las torres se podía proteger la ciudad. La parte sur de la ciudad esstaba protegida por el curso del río Meghri y las torres de otros edificios con la función única de hacer una especie de muros.